# Web Feature Service
O web feature service (WFS), que em português se denomina serviço de características pela Internet, é um dos serviços especificados pela OGC para acesso e manipulação de dados geográficos na Web. Este serviço permite o acesso a dados, independentemente do formato de armazenamento. Existem vários tipos de softwares que podem ser clientes deste tipo de serviço, como o uDig.